# Jérôme Endrass
Jérôme Endrass (* 24. August 1970) ist ein Schweizer Psychologe, Forensiker und Hochschullehrer. Er ist ausserplanmässiger Professor für Forensische Psychologie an der Universität Konstanz und stellvertretender Leiter des Amtes für Justizvollzug und Wiedereingliederung des Kantons Zürich, wo er eine interdisziplinäre Forschungsgruppe leitet. Endrass ist bekannt für seine Forschungsarbeiten zur Risikoeinschätzung bei Gewalt- und Sexualstraftätern, zur Radikalisierung sowie zur Wirksamkeit forensischer Interventionen.

## Leben und Ausbildung
Jérôme Endrass studierte Psychologie, Psychopathologie und Philosophie an der Universität Zürich, wo er später auch habilitierte (2008). Seine akademische Laufbahn begann an der Psychiatrischen Universitätsklinik Zürich, wo er von 1996 bis 2003 als wissenschaftlicher Mitarbeiter und Oberassistent tätig war.

## Karriere
Seit 2003 ist Endrass im Bereich des Justizvollzugs im Kanton Zürich aktiv. Parallel dazu ist er seit 2011 ausserplanmässiger Professor an der Universität Konstanz, wo er gemeinsam mit Astrid Rossegger die Arbeitsgruppe Forensische Psychologie leitet. Seine Arbeitsgruppe bietet einen Master in forensischer Psychologie an. Im Rahmen seiner wissenschaftlichen Tätigkeit konzentriert sich auf praxisorientierte Themen wie der Einschätzung der Rückfall- und Ausführungsgefahr (z. B. RADAR-iTE zur Einschätzung terroristischer Gefährdung), der Evaluation von risikosenkenden Interventionen im Strafvollzug und der Relevanz von extremistischen Ideologien bei Gewaltstraftaten.

## Forschung und öffentliche Relevanz
Endrass hat zahlreiche wissenschaftliche Artikel veröffentlicht mit einem Schwerpunkt auf der Prävention von Rückfällen. Bekannt wurde er auch durch seine Zusammenarbeit mit dem Bundeskriminalamt (BKA) bei der Entwicklung von RADAR-iTE, einem Tool zur Einschätzung der Gewaltbereitschaft potenzieller islamistischer Attentäter.
In der Öffentlichkeit tritt Endrass häufig als Experte auf, etwa in Interviews mit Medien wie Spektrum der Wissenschaft, SRF, der Sonntagszeitung oder der Neuen Zürcher Zeitung. Er äussert sich zu Themen wie Jugendkriminalität, Radikalisierung und Resozialisierung. So warnte er beispielsweise vor experimentellen Präventionsprojekten mit jugendlichen Straftätern und betonte die Bedeutung evidenzbasierter Ansätze im Justizvollzug.

## Publikationen (Auswahl)
- J. Endrass, F. Urbaniok, L. C. Hammermeister, C. Benz, T. Elbert, A. Laubacher, A. Rossegger: The consumption of Internet child pornography and violent and sex offending. In: BmC Psychiatry. Band 9, Nr. 1, 2009, S. 1–7.[7]
- J. Endrass et al.: Der Weg zum (terroristischen) Attentäter: Gewalt legitimieren, um Gewalt auszuüben. In: Kriminalistik. 5/2015, S. 328–334. ISSN 0023-4699[8]
- T. Urwyler, J. Endrass, H. Hachtel, M. Graf: Handbuch Strafrecht-Psychiatrie-Psychologie. Helbing Lichtenhahn, Basel 2022, ISBN 978-3-7190-3896-0.
- N. Nedopil, J. Endrass, A. Rossegger, T. Wolf: Prognose: Risikoeinschätzung in forensischer Psychiatrie und Psychologie: ein Handbuch für die Praxis. Pabst Science Publishers, 2021, ISBN 978-3-95853-554-1.